# Ronde van Lombardije 1920
De Ronde van Lombardije 1920 was de 16e editie van deze eendaagse Italiaanse wielerwedstrijd, en werd verreden op zondag 9 november 1920. Het parcours leidde van Milaan naar Milaan en ging over een afstand van 242 kilometer. De wedstrijd werd voor de derde maal gewonnen door de Fransman Henri Pélissier na een solo. Pélissier was de eerste drievoudige winnaar in 1931 werd dit verbeterd door de Italiaan Alfredo Binda.

## Uitslag
| Ronde van Lombardije 1920 |                  |                 |          |
| Plaats                    | Naam             | Ploeg           | Tijd     |
| Winnaar                   | Henri Pélissier  | Bianchi-Pirelli | 8u23'00" |
| 2                         | Giovanni Brunero | Legnano-Pirelli | +1'20    |
| 3                         | Gaetano Belloni  | Bianchi-Pirelli | z.t.     |
| 4                         | Giuseppe Azzini  | Bianchi-Pirelli | +11'25   |
| 5                         | Louis Luguet     | Bianchi-Pirelli | +12'18   |
| 6                         | Alfredo Sivocci  | Legnano-Pirelli | +17'13   |
| 7                         | Federico Gay     | Bianchi-Pirelli | z.t.     |
| 8                         | Lauro Bordin     | Bianchi-Pirelli | z.t.     |
| 9                         | Ugo Agostoni     | Bianchi-Pirelli | +19'10   |
| 10                        | Carlo Galetti    | Legnano-Pirelli | +23'15   |

1905 · 1906 · 1907 · 1908 · 1909 · 1910 · 1911 · 1912 · 1913 · 1914 · 1915 · 1916 · 1917 · 1918 · 1919 · 1920 · 1921 · 1922 · 1923 · 1924 · 1925 · 1926 · 1927 · 1928 · 1929 · 1930 · 1931 · 1932 · 1933 · 1934 · 1935 · 1936 · 1937 · 1938 · 1939 · 1940 · 1941 · 1942 · 1943 · 1944 · 1945 · 1946 · 1947 · 1948 · 1949 · 1950 · 1951 · 1952 · 1953 · 1954 · 1955 · 1956 · 1957 · 1958 · 1959 · 1960 · 1961 · 1962 · 1963 · 1964 · 1965 · 1966 · 1967 · 1968 · 1969 · 1970 · 1971 · 1972 · 1973 · 1974 · 1975 · 1976 · 1977 · 1978 · 1979 · 1980 · 1981 · 1982 · 1983 · 1984 · 1985 · 1986 · 1987 · 1988 · 1989 · 1990 · 1991 · 1992 · 1993 · 1994 · 1995 · 1996 · 1997 · 1998 · 1999 · 2000 · 2001 · 2002 · 2003 · 2004 · 2005 · 2006 · 2007 · 2008 · 2009 · 2010 · 2011 · 2012 · 2013 · 2014 · 2015 · 2016 · 2017 · 2018 · 2019 · 2020 · 2021 · 2022 · 2023 · 2024 · 2025